# Zoutzuur
Zoutzuur of zoutgeest is een waterige oplossing van het gas waterstofchloride. Het is een veelgebruikt reagens in de scheikunde; jaarlijks wordt ongeveer 20 miljoen ton zoutzuur geproduceerd. Zoutzuur is een sterk anorganisch zuur dat corrosief is.
Zoutzuur werd in de tijd van de alchemie ook wel geest van zout (esprit de sel of acidum salis) genoemd, omdat het in zuivere vorm een gas is dat ontwijkt wanneer natriumchloride bewerkt wordt met een geconcentreerd sterk zuur als zwavelzuur. Gassen werden in de alchemie overigens vaker als geest beschreven (bijvoorbeeld spiritus < Latijn: "Geest").

## Eigenschappen
Waterstofchloride is bij kamertemperatuur een gas, maar het wordt vaak aangetroffen als waterige oplossing. De oplosbaarheid van waterstofchloride in water is bijzonder groot (wegens de hoge polariteit van de binding), maar neemt bij verhoging van de temperatuur af. Een geconcentreerde oplossing bezit een molaire concentratie van ongeveer 12 mol/L, maar vormt bij verhitting een azeotroop met water (concentratie: 6 mol/L). De hoge oplosbaarheid kan verklaard worden door de zuur-basereacties die optreden wanneer waterstofchloride en water met elkaar in contact worden gebracht:
{\displaystyle {\ce {HCl + H2O -> H3O^+ + Cl^-}}}
Water, dat met een pKa van 16 een veel minder sterk zuur is dan waterstofchloride, wordt geprotoneerd tot het hydroxonium-ion.
Zoutzuur is in tegenstelling tot salpeterzuur of zwavelzuur geen sterke oxidator. In combinatie met salpeterzuur ontstaat wel een bijzonder sterke oxidator: koningswater. De actieve gevormde component in deze oplossing is nitrosylchloride.

## Toepassingen
Zoutzuur wordt veelvuldig toegepast in allerhande omstandigheden. In het laboratorium wordt het gebruikt om de pH van een oplossing aan te passen, als zure titrant (0,1 mol/L) bij zuur-basetitraties, als uitgangsproduct tijdens de productie van anorganische stoffen en in de organische synthese.
Meer praktische toepassingen zijn het looien van leer, het zuiveren van staal, het etsen van printplaten en als zuurteregelaar (E507) in de voedingsindustrie. In zeer kleine hoeveelheden wordt het in het zwemwater in zwembaden gemengd. Zoutzuur heeft ook een biologische rol: in de maag is het de belangrijkste component van maagzuur, dat instaat voor de afbraak van opgenomen voedingsstoffen.
Zoutzuuroplossingen worden in de huishouding als schoonmaakmiddel toegepast. Een commerciële oplossing bezit een massafractie van 10 tot 25%.

## Toxicologie en veiligheid
Geconcentreerd zoutzuur (ook wel rokend zoutzuur genoemd), met een concentratie van meer dan 40%, kan corrosieve dampen van waterstofchloride verspreiden. Deze kunnen de huid aantasten en brandwonden veroorzaken. De oplossing is irriterend en corrosief voor de ogen en de luchtwegen. Bij inslikken kan het de keel en de slokdarm beschadigen.
Bepaalde stoffen kunnen in contact met zoutzuur gevaarlijke reacties veroorzaken. Voorbeelden zijn natriumhypochloriet (bleekloog) en kaliumpermanganaat. Beide zijn sterke oxidatoren en kunnen het toxische chloorgas vrijstellen:
{\displaystyle {\ce {2 HCl + NaOCl -> H2O + NaCl + Cl2}}}
{\displaystyle {\ce {16 HCl + 2 KMnO4 -> 2 MnCl2 + 8 H2O + 2 KCl + 5 Cl2}}}
Ook bromaten kunnen bij contact met zoutzuur dit gas vrijstellen:
{\displaystyle {\ce {6 HCl + BrO3^- -> 3 H2O + Br^- + 3 Cl2}}}